# 马尔科姆·兰吉特
馬爾科姆·蘭吉特（英語：Malcolm Ranjith；1947年11月15日—）是斯里蘭卡籍天主教司鐸級樞機及現任科倫坡總教區總主教。

## 生平
蘭吉特於1947年11月15日在斯里蘭卡西北省出生。從1966年到1970年，他繼續在康提的神學院學習神學和哲學。他隨後被送往羅馬進一步學習，他在宗座傳信大學獲得神學學士學位。於1975年6月29日晉鐸。他繼續在羅馬宗座聖經學院學習，在1978年他在那裡獲得了聖經學位。1978年他返回斯里蘭卡任堂區司鐸，並於1983年被任命為宗座傳教善會的National主任。
1991年6月17日晉牧，並被時任教宗若望·保祿二世任命為科倫坡總教區輔理主教，領卡巴爾蘇西領銜教區主教銜。1995年11月2日，改任命為拉特納普勒教區主教。2001年10月1日任聖座萬民福音部輔助秘書，該輔助秘書一被任命，兼任宗座傳教善會主席。2004年至2005年，同時擔任聖座駐印尼和駐東帝汶大使。
2005年，擔任聖座禮儀及聖事部秘書長。直到2009年6月16日，由於Oswald Gomis榮休，因此蘭吉特接替成為科倫坡總教區正權總主教。2010年11月20日，被教宗本篤十六世冊封為司鐸級樞機，領盧奇娜的聖老楞佐堂區司鐸銜。他曾參與2013年教宗選舉秘密會議，當時選出的是教宗方濟各。